# Rubiera
Rubiera is een gemeente in de Italiaanse provincie Reggio Emilia (regio Emilia-Romagna) en telt 13.041 inwoners (31-12-2004). De oppervlakte bedraagt 25,3 km², de bevolkingsdichtheid is 515,45 inwoners per km².
De volgende frazioni maken deel uit van de gemeente: Baccarani, Casa della Carità, Fontana, Osteria, Tre Olmi.

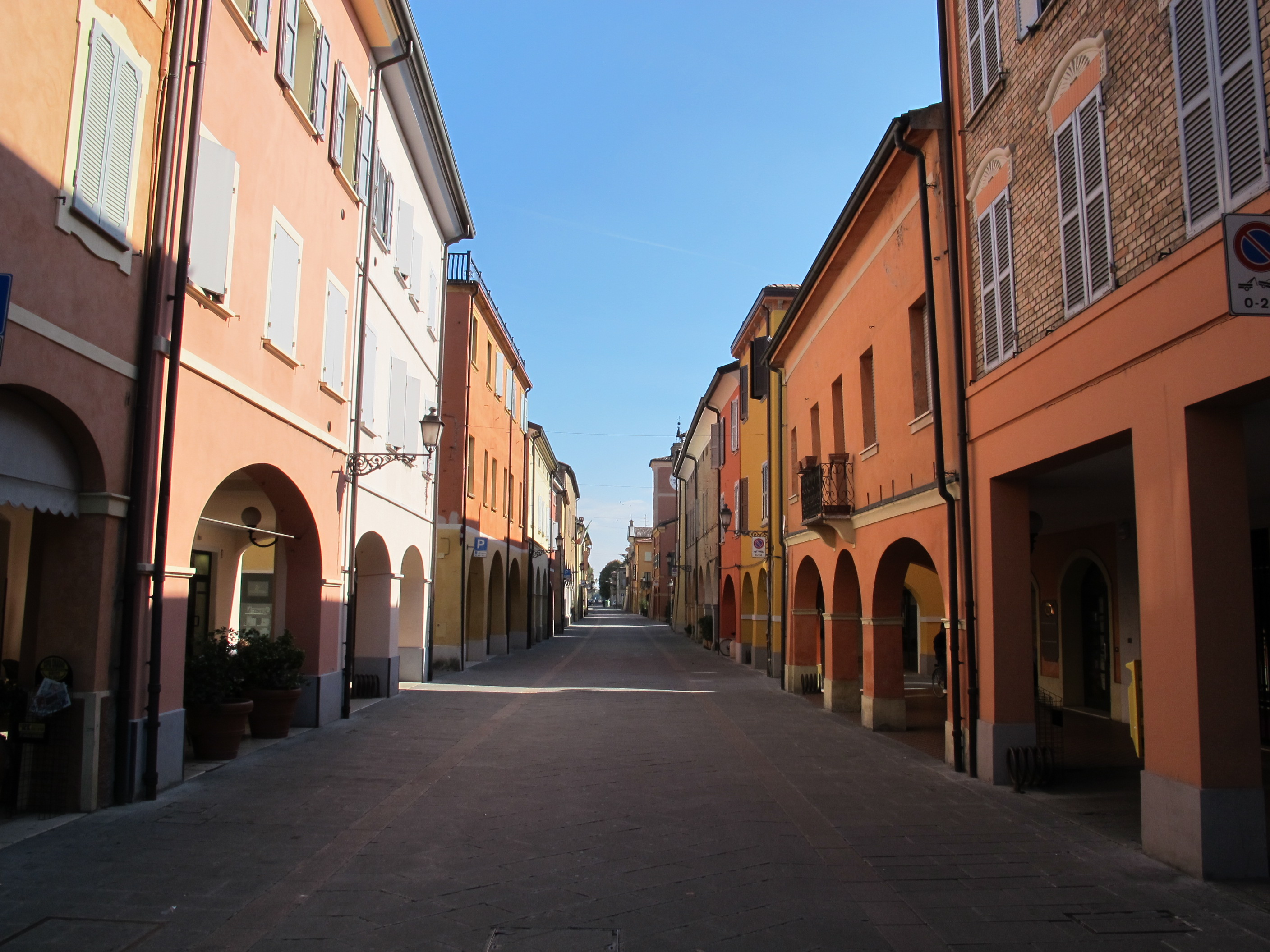
Via Emilia
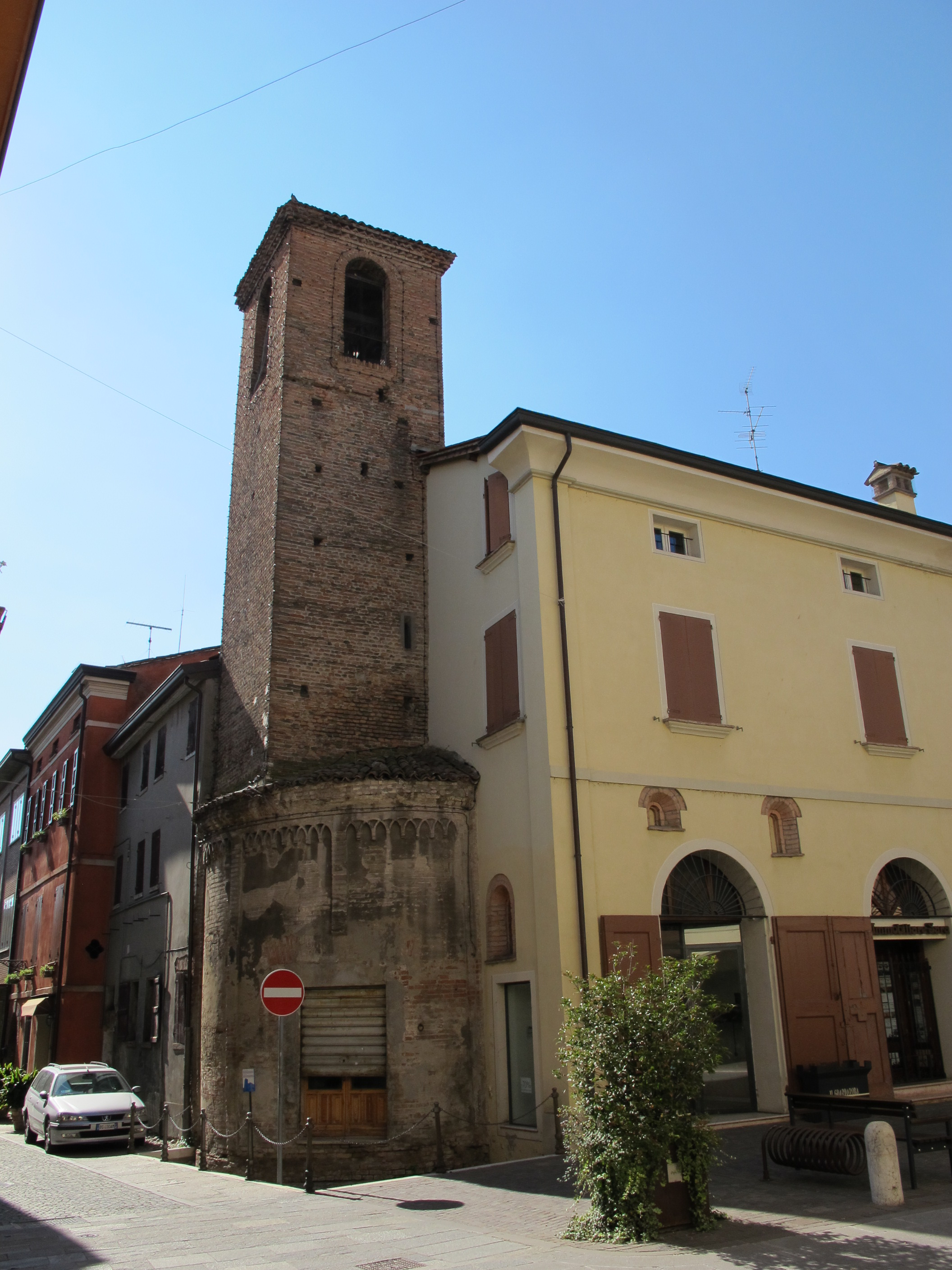
Kerk in Rubiera
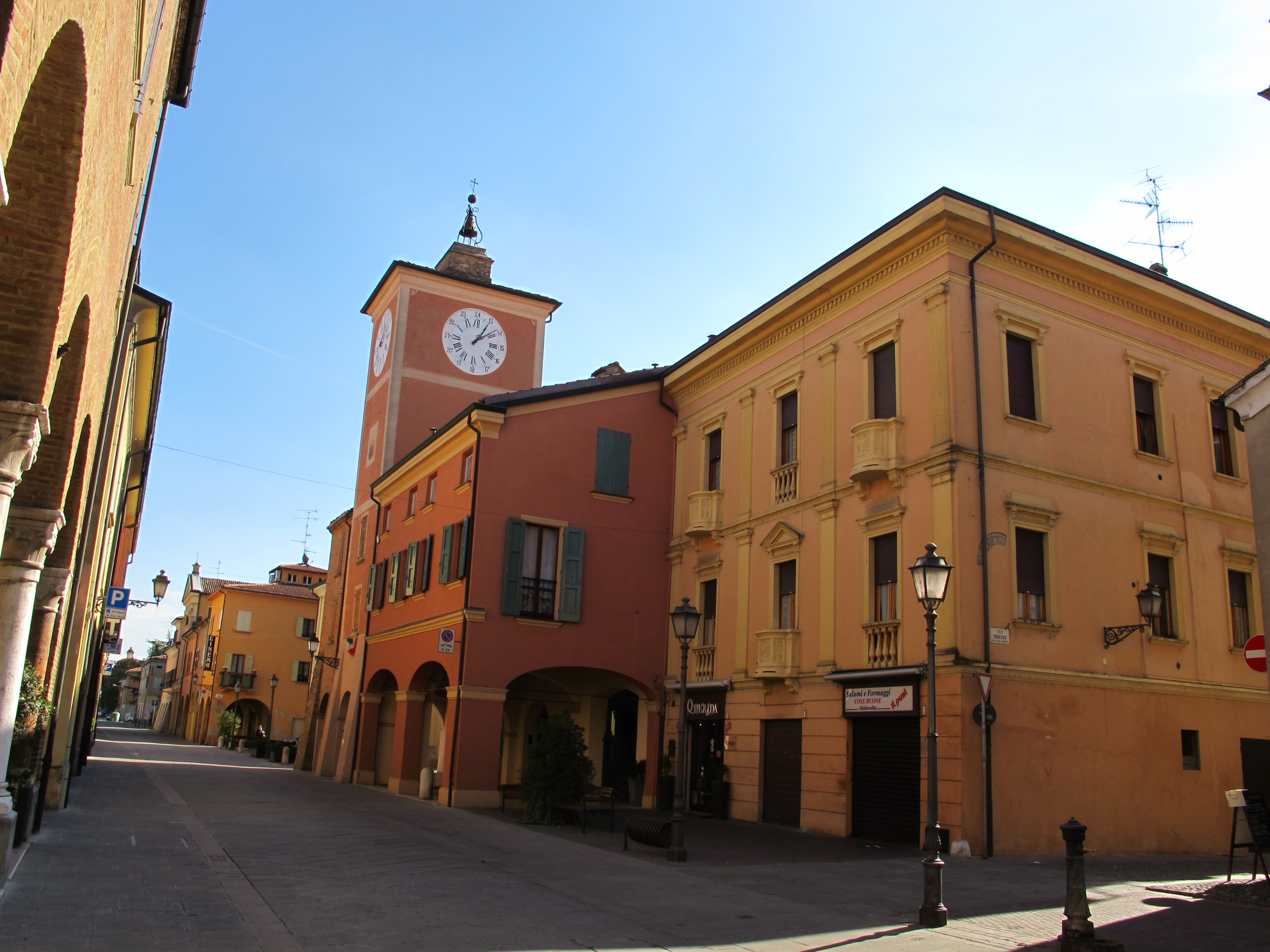
Toren van Rubiera

## Demografie
Rubiera telt ongeveer 5397 huishoudens. Het aantal inwoners steeg in de periode 1991-2001 met 18,7% volgens cijfers uit de tienjaarlijkse volkstellingen van ISTAT.
| Jaar | Inwoneraantal |
| ---- | ------------- |
| 1991 | 9654          |
| 2001 | 11.458        |

## Geografie
De gemeente ligt op ongeveer 41 m boven zeeniveau.
Rubiera grenst aan de volgende gemeenten: Campogalliano (MO), Casalgrande, Modena (MO), Reggio Emilia, San Martino in Rio.